# Danguard/Danguard al decimo pianeta
Danguard/Danguard al decimo pianeta è un singolo discografico di Veronica Pivetti, allora appena quattordicenne, accreditata col solo nome di battesimo, pubblicato, nel 1979.

## Descrizione
Il brano sul lato a era la sigla dell'anime omonimo scritta da Mario Bondi su musica e arrangiamento di Gianfranco Tadini, la sigla finale fu scritta invece da Grazia Gabrielli..
Pubblicato nel 1979, ma depositato ufficialmente solo nel 1980, il singolo contiene un errore di stampa delle copertine dove le note del disco invertono erroneamente la sigla iniziale e quella finale. Entrambi i brani sono tra le poche sigle a non essere ancora mai state stampate su alcun supporto LP o CD.

## Tracce
Lato A
1. Danguard – 3:00 (Mario Bondi-Gianfranco Tadini)

Lato B
1. Danguard al decimo pianeta – 2:50 (Grazia Gabrielli-Gianfranco Tadini)